# Kristinehamn
Kristinehamn – miasto w regionie Värmland w zachodniej Szwecji, siedziba Gminy Kristinehamn, regionu Värmland.

## Geografia
Kristinehamn leży na brzegu jeziora Vänern, a dokładnie u ujścia małych rzeczek Varnan i Löt do tego jeziora.
Miasto jest portem i węzłem kolejowym i drogowym.
Najbliższe miasta to Karlskoga i Karlstad. Kristinehamn leży dokładnie w środku pomiędzy Oslo, Sztokholmem i Göteborgiem w odległości 250 km od każdego z nich.

## Historia

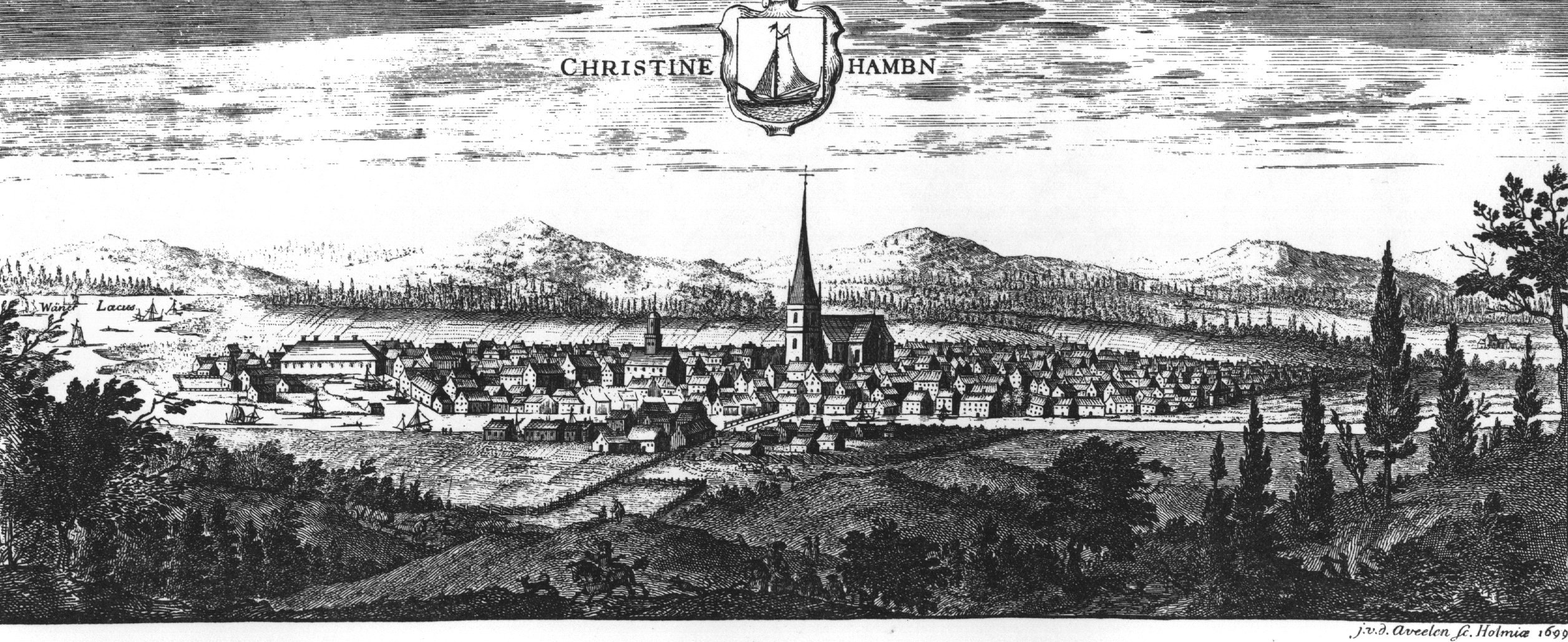
Kristinehamn z r.1700, w tekście Suecia antiqua et hodierna.

Miejsce to miało stałych mieszkańców od stuleci, co najmniej od epoki kamienia łupanego. Miasto wybudowano w pobliżu mostu nad rzeką Varnan. Miasto nazwano Broo (lub Bro) i ta nazwa funkcjonowała do roku 1642, „Bro” znaczy właśnie „most” po szwedzku.
Kristinehamn otrzymało prawa miejskie po raz pierwszy w roku 1582, ale utraciło je w roku 1584, odzyskało ponownie w 1642 r. i zmieniło nazwę za panowania królowej Krystyny Wazy (Kristine). Miasto jest zakwalifikowane jako jedno ze szwedzkich miast historycznych.
W mieście tym powstała firma Kamewa, obecnie przejęta przez Rolls-Royce, produkująca okrętowe układy napędowe.

## Ciekawe miejsca

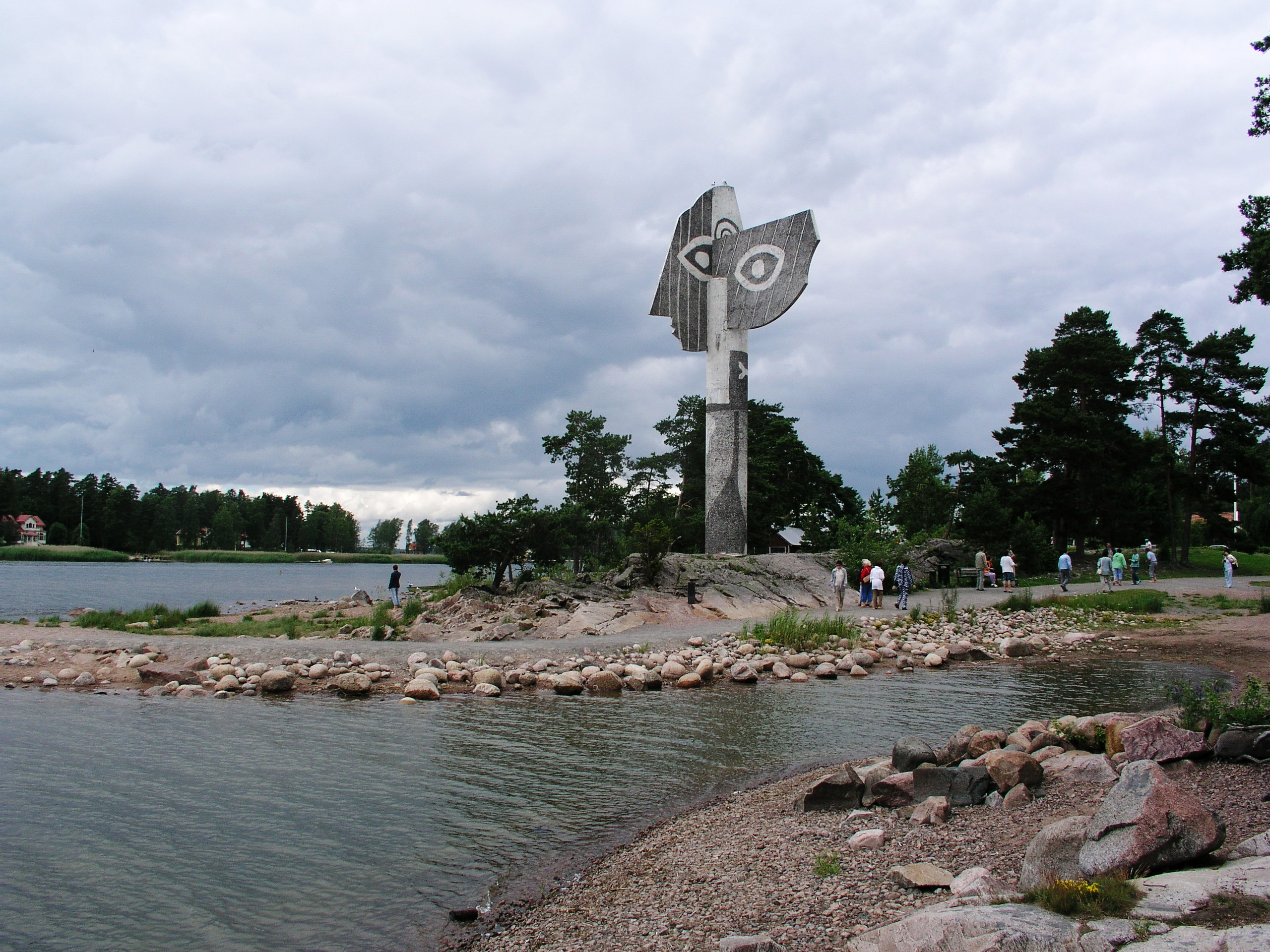
Pomnik Pabla Picassa

- Nad brzegiem jeziora Vänern stoi 15 metrowy pomnik Pabla Picassa postawiony w 1965 r.
- Najstarszy kamień pokryty staronordyckim alfabetem runicznym okręgu Värmland znajduje się w Järsberg około 1 km za miastem, jego pochodzenie szacuje się na rok 500 p.n.e. Ostatnia interpretacja tekstu dokonana przez Svena B.F. Janssona brzmi: „Nazywam się „Ljuv”. Nazywam się „Ravn”. Ja „Eril” piszę runy.”. W pobliżu znaleziono perłę pochodzącą z tego samego okresu.
- Kościół w Kristinehamn został zaprojektowany przez profesora C.G. Bruniusa oddany do użytku w r. 1858. W kościele jest także muzeum warte odwiedzenia z uwagi na niepowtarzalną architekturę.

## Współpraca zagraniczna
- Brodnica